# Jan Witalis Bączkiewicz

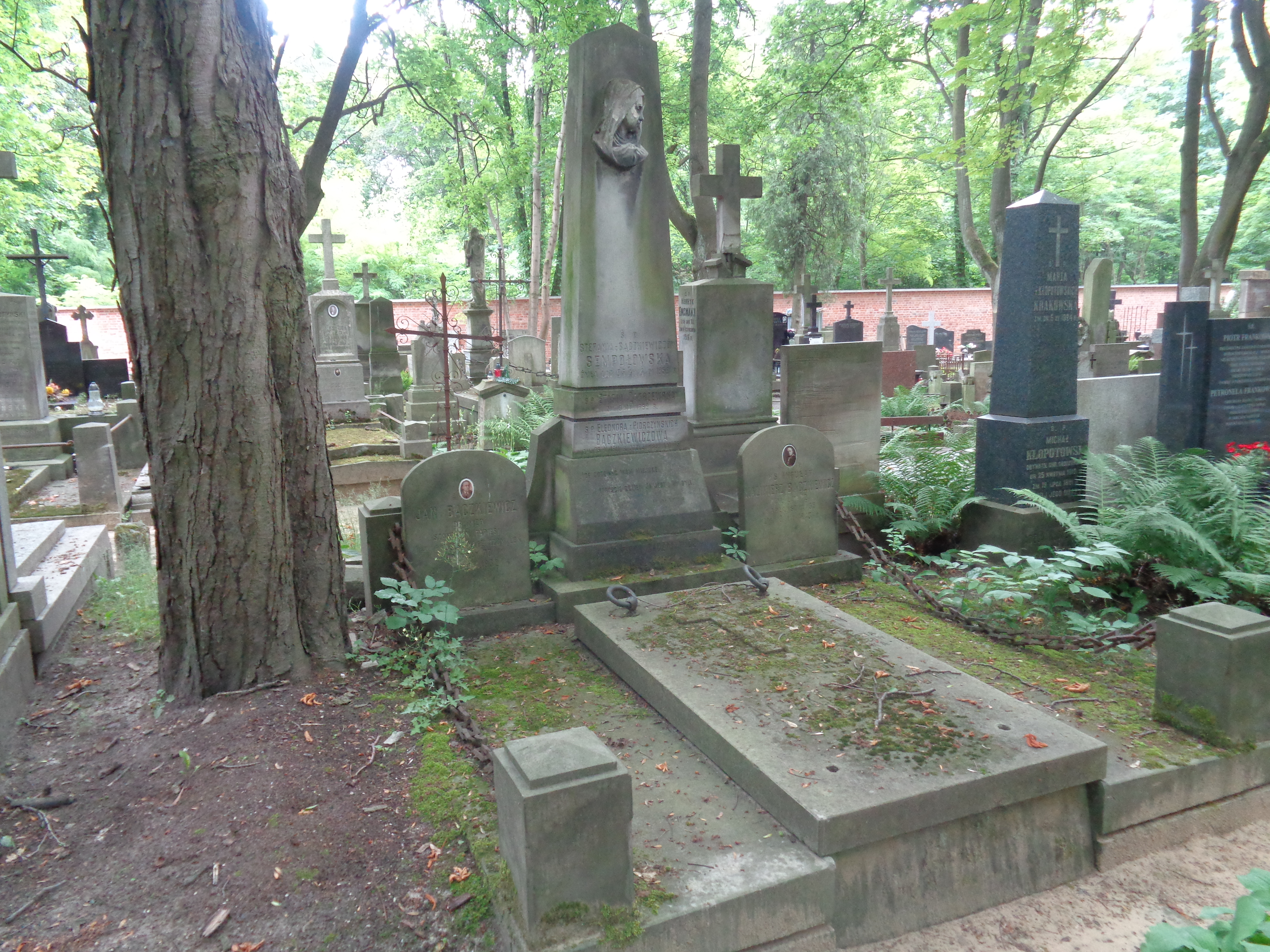
Grób Jana Witalisa Bączkiewicza na cmentarzu Powązkowskim

Jan Witalis Bączkiewicz (ur. 28 kwietnia 1862 w Olszowcu, zm. 9 kwietnia 1932 w Warszawie) – polski lekarz otolaryngolog.

## Życiorys
Urodził się w rodzinie Wojciecha (zm. 1921) i Eleonory z Piórczyńskich (zm. 1911). Studiował nauki medyczne na Uniwersytecie Warszawskim. Po ukończeniu nauki w 1886 pracował w Szpitalu św. Stanisława i Szpitalu św. Ducha, pod kierunkiem prof. Alfreda Sokołowskiego i Leona Nenckiego. Następnie uzupełniał naukę na Uniwersytecie Jagiellońskim w Krakowie u prof. Macieja Jakubowskiego i zagranicą, gdzie wyspecjalizował się w pediatrii. 
Po powrocie do Warszawy zorganizował i kierował ambulatorium dziecięce przy ul. Leszno, od 1892 był członkiem Towarzystwa Naukowego Warszawskiego. Od 1896 do 1913 przy ul. Ogrodowej 17 prowadził niewielki szpital dziecięcy zw. Zakładem Leczniczym dla Dzieci, w którym konspiracyjnie nauczał otolaryngologii. W 1919 został powołany na członka Najwyższej Rady Zdrowia przy Ministerstwie Zdrowia. Pełnił funkcję prezesa Stowarzyszenia Lekarzy Polskich, prezesa Zarządu Głównego Związku Lekarzy RP, prezesa Naczelnej Izby Lekarskiej. Autor licznych prac z dziedziny pediatrii i otolaryngologii m.in. o uciskowym zwężeniem tchawicy. Nosił nadany przez papieża tytuł Szambelana Jego Świątobliwości.
Był mężem Marii z Zengtellerów I v. Zakrzewskiej (zm. 1928).
Zmarł w Warszawie. Spoczywa na cmentarzu Powązkowskim (kwatera 183-4-15,16).

## Ordery i odznaczenia
- Krzyż Komandorski Orderu Odrodzenia Polski (30 kwietnia 1925)[3]